# Voleibolni Klub Prometey
Voleibolni Klub Prometey [(em ucraniano) СК Прометей] mais conhecido como  SC Prometey  é um clube de voleibol ucraniano fundado no ano de 2019 da cidade de Kamianske, possui em ambos os naipes elenco de voleibol profissional.

## Histórico

### Fundação e pandemia
Foi fundado no ano 2019, porém,  a proposta de fundação foi apresentada em 2018  a Volodymyr Dubinsky; a inspiração do projeto da ex-voleibolista Maria Alexandrova e no mesmo ano foi apresentada a proposta à Federação Ucraniana de Voleibol para competir no campeonato nacional, porém, não não ocorreu em tempo hábil, o time vermelho e branco iniciou sua trajetória no ano de 2019. Conforme Volodymyr Mykhailovych mesmo havia dito, a criação de um time de vôlei é uma coincidência de circunstâncias e um encontro de pessoas absolutamente loucas que amam seu trabalho, se despojaram para trabalhar incansavelmente pelo desenvolvimento do voleibol, e além do empenho de Aleksandrova, participou ativamente o experiente técnico Andrii Romanovych, trazendo o estatístico Danylo Melyushkin, o massoterapeuta Oleg Kryvko e o médico Yuriy Ignatchenko
Então começou o processo de formação da composição. A comissão técnica reuniu a equipe aos poucos por toda a Ucrânia. Ele também trouxe algumas atletas do exterior e levou algumas jovens jogadoras. Além disso, pela primeira vez na história do vôlei ucraniano, houve convite de atletas estrangeiras, as brasileiras Raquel Löff da Silva e Laiza Ferreira e  a búlgara Desislava Nikolova, convenceram a Federação e Confederação do potencial do elenco para ingressar de imediato, registrando sua estréia em partida oficial, ou seja, na Superliga, em 27 de setembro de 2019 em Zaporizhzhia contra o time local "VK Orbita" com vitória por 3-0.Chegaram ao final da primeira fase na liderança da classificação, com diferença de 13 pontos a frente do , VK Khimik,  que tinham dois jogos por disputar e com a interrupção por conta da Pandemia da COVID-19 e ao final foi cancelada a edição sem entrega de medalhas
Quando estreou na Copa da Ucrânia avançaram as semifinais, numa partida longa  perderam para o "VK Khimik" por 3-2, e disputaram o terceiro lugar, e em 15 de fevereiro, derrotaram "VK Orbita" por 3-1 e obtendo sua primeira medalha da história, compunha o plantel: Kateryna Dudnyk, Diana Karpets, Daria Drozd, Anastasia Gorbachenko, Victoria Delros, Daria Dudenok, Angelina Mircheva, Anna Yefremenko, Kateryna Tkachenko, Diana Frankevich, Laiza Ferreira, Olena Napalkova, Rakel Löff, Desislava Nikolova
Estreou também na Challenge Cup, seu adversário foi o alemão Dresdner SC e o adversário foi superior em ambas partidas disputadas, a primeira delas aconteceu em Dresden e terminou com o placar de 3:0, mesmo placar aplicado na partida de volta, eliminando o clube

### Temporada 2020-21
Na pré-temporada 2020-21, a direção fez mudança radical no elenco, visando um voleibol de velocidade para ser competitivo também no cenário internacional.A oposto Anastasia Krayduba  foi a primeira contratação, trazendo em seguida as ponteiras Alla Politanska e a búlgara Lora Kitipova, e Kateryna Silchenkova; juntaram-se à equipe as opostos, a cubana Dayami Sánche, Anna Kharchynskae, a líbero Shara Venegas, a central Maryna Mazenko e por último a líbero Tetyana Rotar.A comissão técnica também foi reformulada, contratando o médico Andrii Voytsekhovych, o assistente técnico Denys Zui, o técnico de preparação física geral Anton Rubtsov e o fisioterapeuta Niki Kasabov e o técnico Ivan Petkov
Em de 24 de outubro na cidade de Horodok, em uma emocionante partida de cinco sets, nosso time derrotou "VK Khimik" e sagrou-se o campeão pela primeira vez da Supercopa da Ucrânia e outra conquista estava por vir, o primeiro título da Superliga sem perder nenhum jugo na série final, vencendo os três jogos diante do "VK Khimik" com o mesmo placar de 3 a 1 em sets. Conquistou o bicampeonato da Copa da Ucrânia diante do "VK Khimik" com o placar de 3-1
Na Liga dos Campeões, participou das qualificatórias e perdeu as duas partidas para o "VK Khimik" pro 3-1 e  3-0, e com isso disputou a Copa CEV e mediante o regulamento já disputaria as pré-oitavas, sofrendo duas derrotas para o time romeno CSM Târgoviște, a primeira partida, no dia 11 de novembro, em casa, perderam por 1 a 3 e na partida de volta por 3 a 0 no dia 25 de novembro

### Temporada 2021-22 e invação do território
A equipe reforça-se das búlgaras Nasya Dimitrov e Zhana Todorova, cubana Heidy Casanova, a norte-americana Adora Anae, ucranianas Bohdana Anisova, Yuliya Gerasimova, Olga Geiko, Oleksandra Kutnyakova. Renovaram com o clube : Diana Melyushkina, Anna Kharchynska, Kateryna Dudnyk, Maryna Mazenko, Kateryna Silchenkova e Lora Kitipova.Chegaram para comissão técania : o técnico-analista Darko Mitrovich, o médico Pavlo Kadaner, e permaneceu mesmo técnico da temporada anterior
Na Liga dos Campeões, o time conseguiu classificar para o torneio principal, na segunda fase precisamente, venceram os dois jogos diante do esloveno Calcit Kamnik por 3-1 cada partida, e na terceira fase encarou o time suíço do Viteos Neuchâtel, pelos placares de 3-0 e 3-1. E no torneio principal da Liga dos Campeões,  esteve no grupo A, enfrentou: Developres Rzeszów,  Lokomotiv Kaliningrado e Dresdner SC, e obteve seis derrotas, um ponto marcado na derrota no tie-break na primeira partida contra o time alemão
Na âmbito nacional, conseguiu defender todos os seus títulos, terminando a primeira fase da Superliga na liderança do torneio, o que lhe permitiu a classificação imediata para as semifinais. No entanto, devido à invasão do território por parte da Rússia,  sendo o campeonato da Ucrânia foi concluído antes do previsto com a determinação dos campeões e premiados com base nos resultados da primeira fase.Na final da Copa da Ucrânia, voltaram a conquistar o título diante do "VK Khimik" por 3-0, porém, na Supercopa da Ucrânia, o time foi derrotado pelo  "VK Orbita" por 3-1

### Temporada 2022-23
Na temporada 2022-23, ambos os naipes estão incritos na Superliga (treinador Andriy Romanovych) e na Extraliga Chéquia (treinador Ivan Petkov), além da qualificação ao torneio principal na Liga dos Campeões da Europa  e da Liga da Europa Central (MEVZA).

## Títulos feminino

### Nacionais
- Campeonato Ucraniano: 2

2020-21, 2021-22
- Copa da Ucrânia:  2

2020-21, 2021-22
- Supercopa da Ucrânia:  2

2020, 2021

### Internacionais
- CEV Champions League: 0